# Chileråtta
Chileråtta (Irenomys tarsalis) är en däggdjursart som först beskrevs av Philippi 1900.  Irenomys tarsalis är ensam i släktet Irenomys som ingår i familjen hamsterartade gnagare. IUCN kategoriserar arten globalt som livskraftig. Inga underarter finns listade i Catalogue of Life.

## Utseende
Chileråttan når en kroppslängd (huvud och bål) av 10 till 14 cm och en svanslängd av 13 till 19 cm. Vikten varierar mellan 30 och 67 gram. Pälsen har på ovansidan en rödgrå till kanelbrun-grå färg och undersidan är ljusare i samma färg till rosa. Öronen bär däremot svart päls och händer samt fötter har ofta en vitaktig färg. De övre framtänderna växer hela tiden vad som skiljer Chileråttan från närbesläktade gnagare.

## Utbredning och habitat
Denna gnagare förekommer i centrala och södra Chile samt i angränsande områden av Argentina. Arten hittas även på olika chilenska öar. Habitatet utgörs av bergsskogar (ofta med träd av sydbokssläktet) och landskap som är en blandning av skog och stäpp. Enligt Nowak (1999) föredrar Chileråtta fuktiga skogar. Ofta finns en undervegetation av bambu i skogarna.

## Ekologi
Individerna klättrar i växtligheten och äter frukter, frön och gröna växtdelar. De är aktiva på natten. Honor kan para sig mellan oktober (vår) och juni (höst). Tre till sex ungar föds per kull.
Chileråtta jagas av olika ugglor och den är troligen ett byte för pampasräven (Lycalopex griseus), Darwinräven (Lycalopex fulvipes) och kodkod (Oncifelis guigna).